# Lago di Ceresole
Il lago di Ceresole (1582 m s.l.m.) è un lago artificiale che si trova nella valle Orco nel comune di Ceresole Reale. L'invaso, lungo più di 3 km e largo circa 700 metri, è formato dallo sbarramento del fiume Orco ed ha una capacità pari a circa 35 milioni di metri cubi d'acqua.
Le acque del bacino alimentano la centrale idroelettrica di Rosone che ha una capacità produttiva di 70 milioni di kWh l'anno. L'invaso fa parte del complesso di dighe costruite nel bacino idrografico dell'Orco (Agnel, Serrù, Ceresole, Teleccio, Valsoera e Eugio) che alimentano varie centrali idroelettriche (Villa, Rosone, Bardonetto, Teleccio, Pont).
 Attorno al lago si sviluppa una passeggiata circolare di circa 9 km che d'inverno viene trasformata in pista di fondo.

## Storia

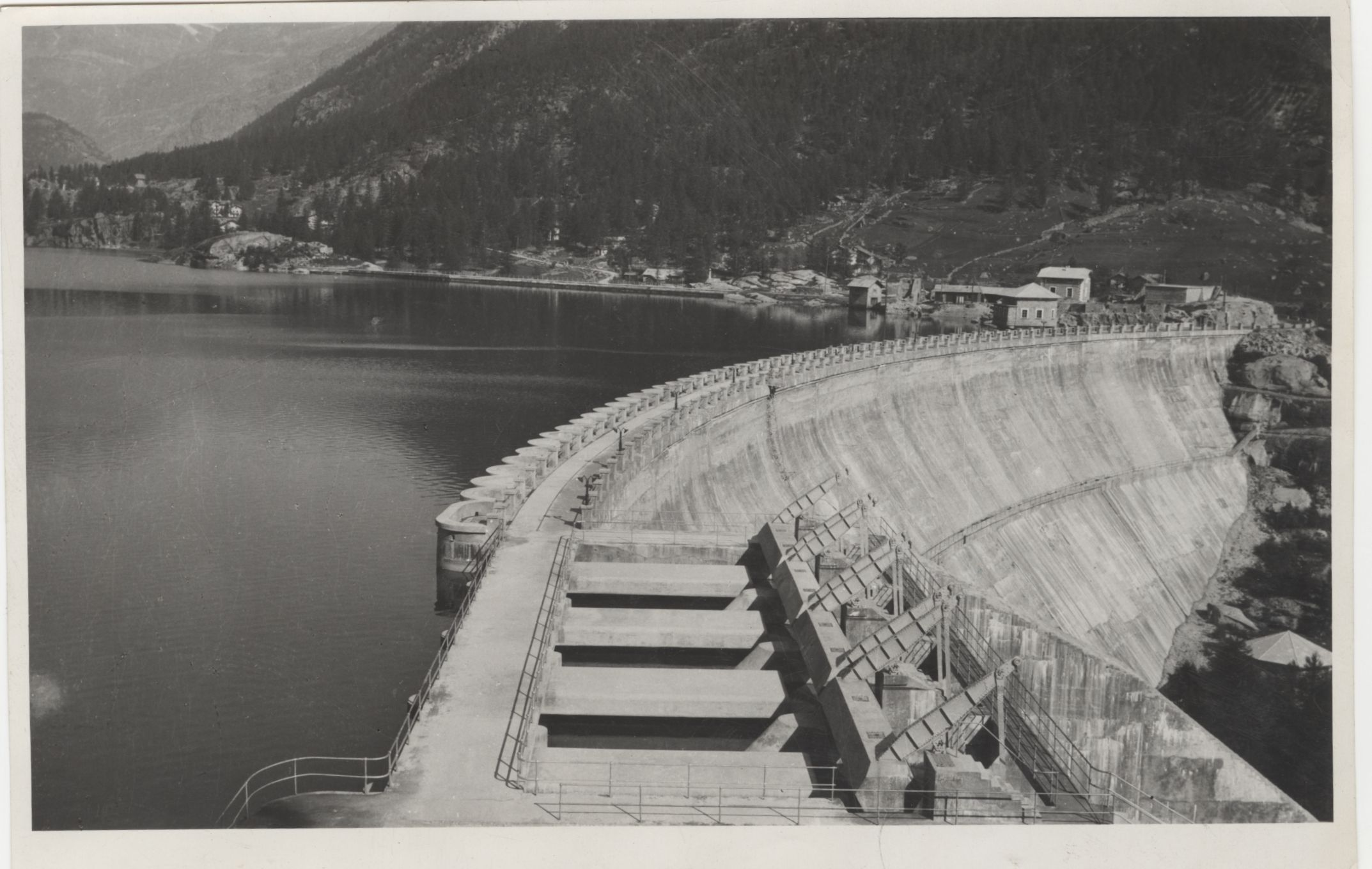
La diga di Ceresole Reale nel 1956 (Archivio storico del Touring Club Italiano)

La costruzione della diga di Ceresole Reale fu iniziata il 22 luglio 1925; la creazione del bacino portò alla sommersione di decine di case sparse nella conca oggi occupata dal lago. Essa fu inaugurata ufficialmente il 2 agosto 1931 in una cerimonia alla quale presenziò il principe Umberto di Savoia.

Una targa ricorda i ventiquattro operai morti durante i lavori di costruzione della diga.
A causa delle mancate precipitazioni della stagione invernale 2021-2022 e del perdurare della siccità che ha colpito il nord Italia, nei primi mesi del 2022 il lago risultava in gran parte asciutto, salvo una piccola porzione proprio a ridosso della diga.

## Dati tecnici sulla diga
- Tipologia costruttiva: diga a gravità massiccia[3]
- Altezza: 52 metri[3]
- Sviluppo del coronamento: 302 metri[3]
- Volume invasato: 34.000.000 m³[3]

## Galleria d'immagini

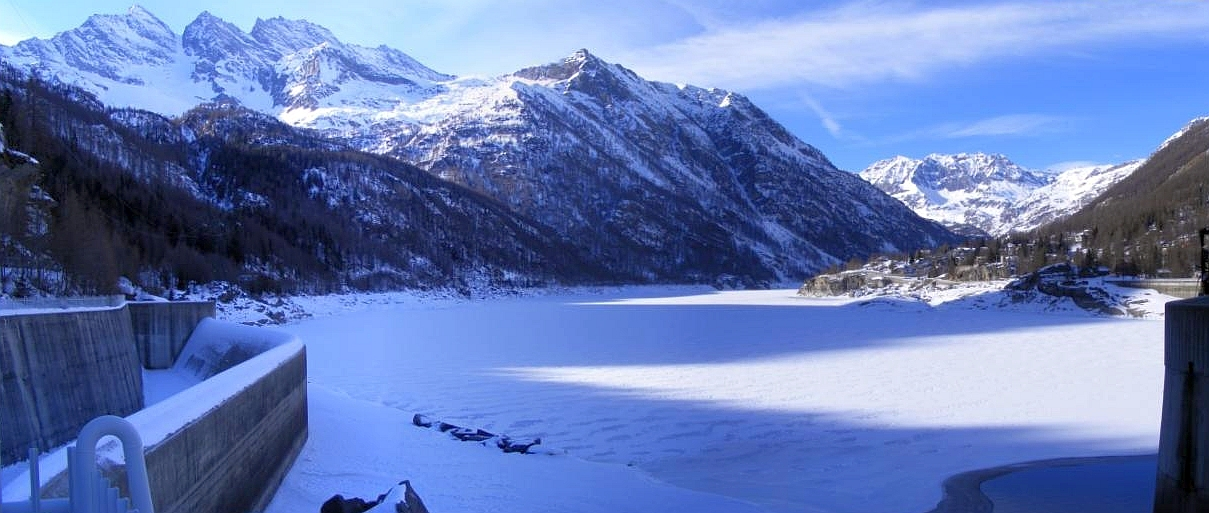
Panorama invernale dalla diga
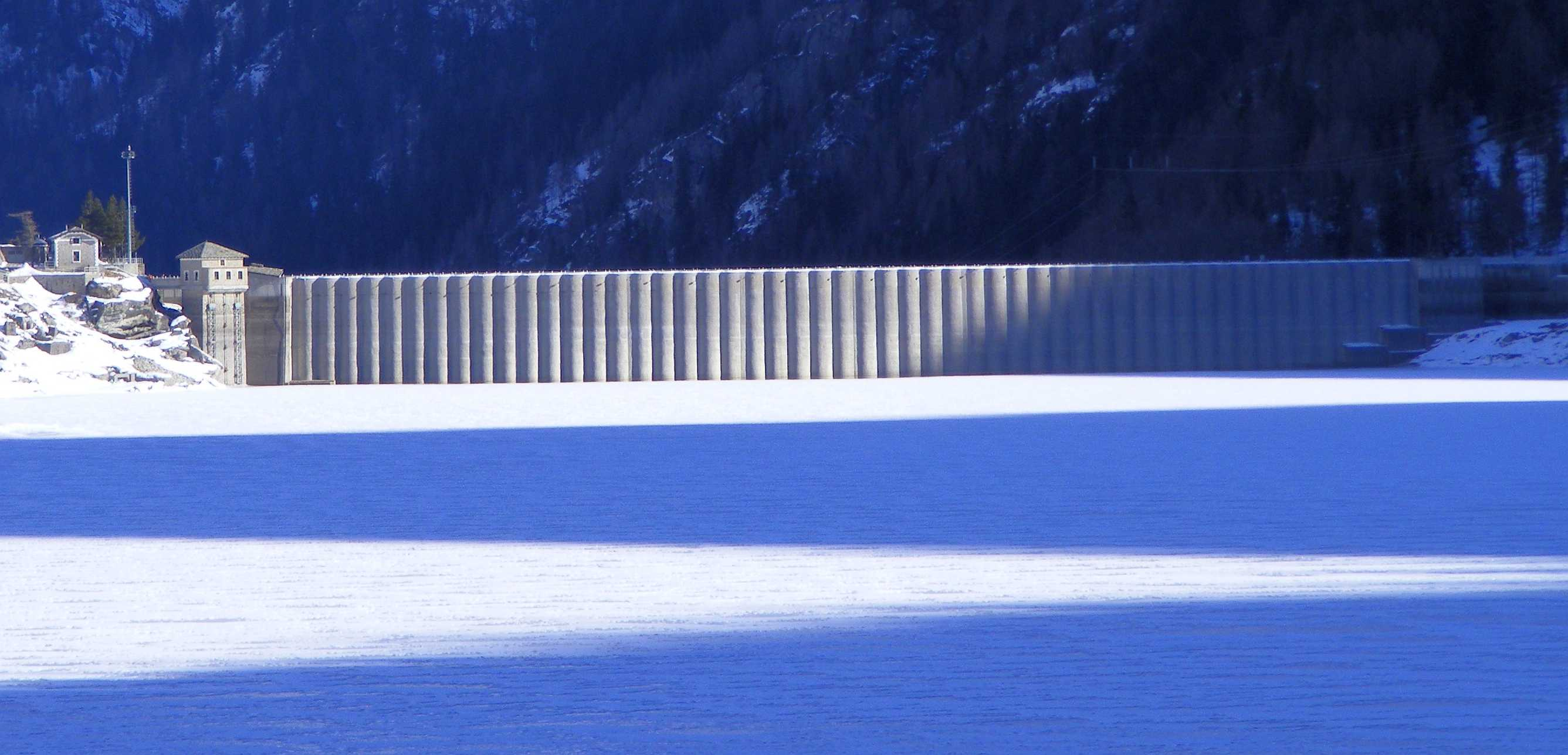
La diga vista dalla sponda destra del lago
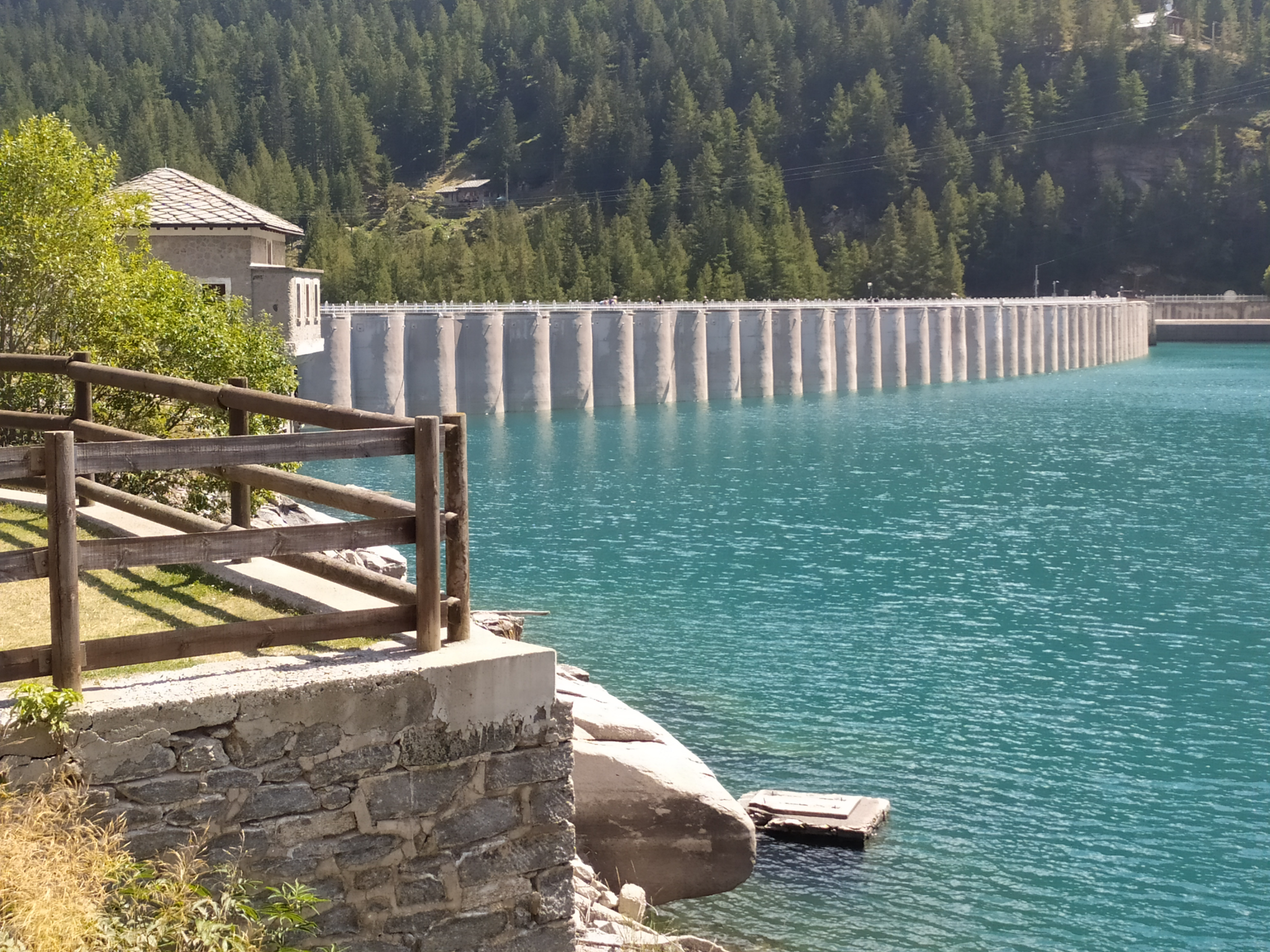
Veduta Diga Ceresole
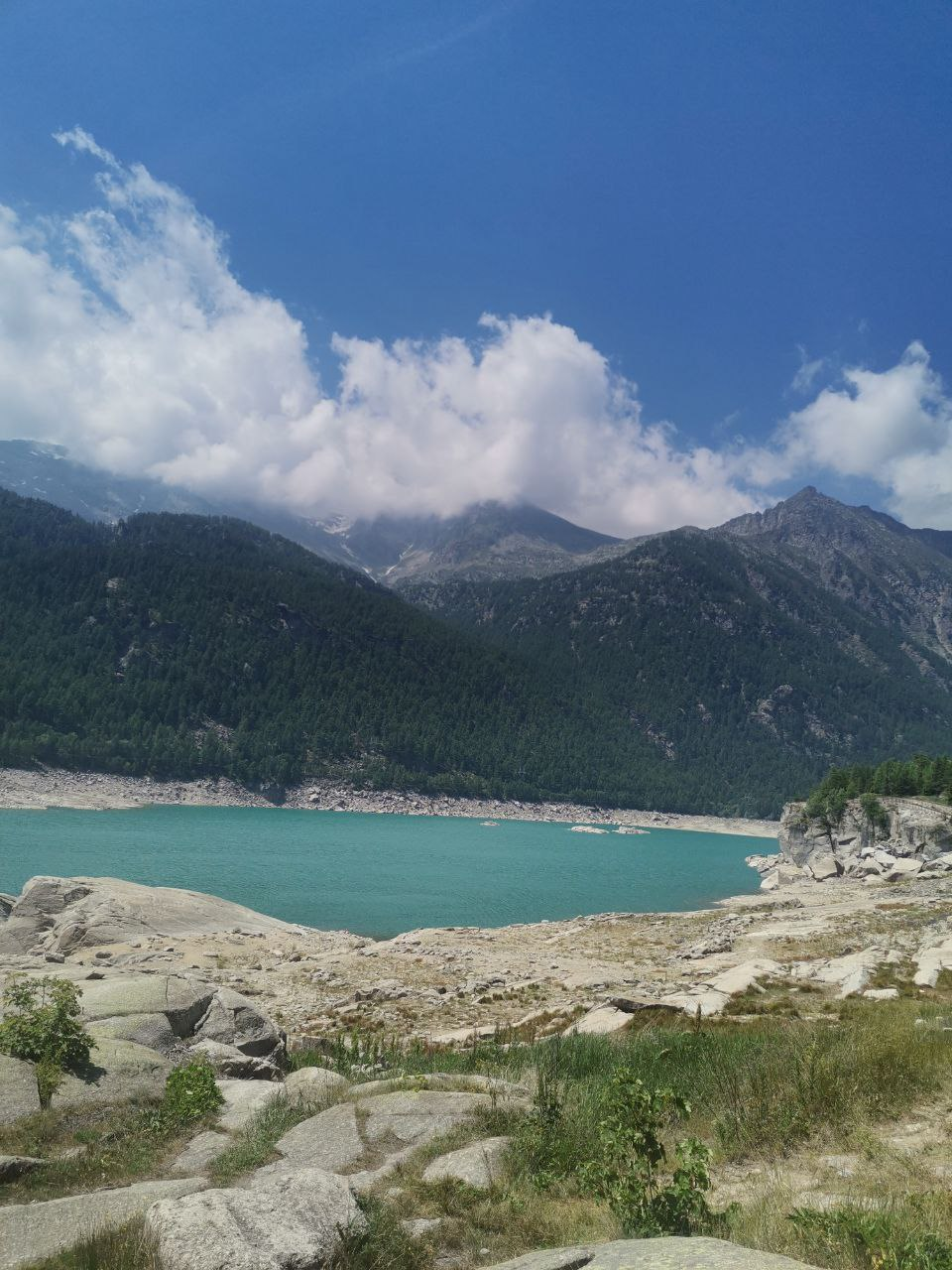
Il lago visto nei mesi estivi
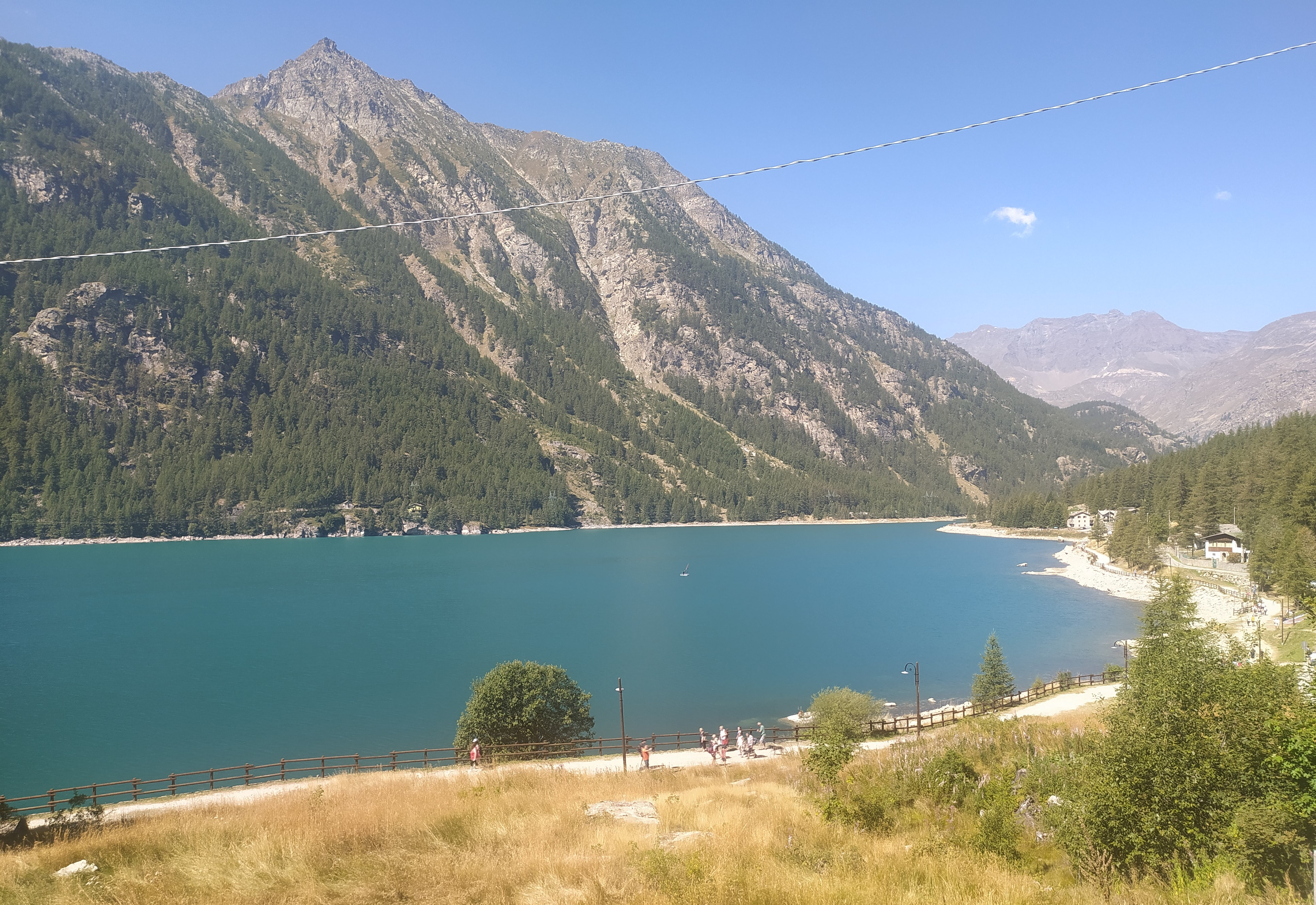
Passeggiata intorno al lago